# Faille de Wairau
La faille de Wairau est la faille la plus septentrionale du système de failles de Marlborough, au nord-est de l'Île du Sud en Nouvelle-Zélande.
C'est la faille la plus continue de ce système, qui sépare localement les plaques australienne et pacifique.
Le taux d'activité de cette faille est dit « modérément élevé ». Cette classification correspond à un intervalle relativement court de récurrence de séismes majeurs, de l'ordre de 1 500 à 2 500 ans. Par ailleurs, ce niveau d'activité de faille est susceptible de générer des séismes de magnitude supérieure à 7, dont la capacité de déplacement de terrain peut excéder le mètre lors d'un évènement unique.

## Historiographie
La faille de Wairau n'a été reconnue comme faille à part entière qu'à la fin des années 1960. Auparavant, elle était considérée comme une simple extension de la faille alpine (en).
Cette méconnaissance est notamment due à l'alignement presque intégral de la faille avec le fleuve Wairau, duquel découle un enfouissement de la faille sous une épaisse couche sédimentaire qui la rend invisible.

## Localisation
La faille de Wairau est la plus septentrionale du système de failles de Marlborough, qui comprend également, du nord au sud, les failles d'Awatere (en), de Clarence (en) et de Hope (en),.

## Description
La faille de Wairau correspond à la jointure entre les plaques australienne et pacifique. À son extrémité sud-ouest, entre le lac Rotoiti et le lieudit Tophouse, la faille de Wairau diverge de la faille alpine (en). Du côté nord-est, la faille se prolonge sous le détroit de Cook, dans la Baie Cloudy et se prolonge par un réseau complexe et discontinu jusqu'à la faille de Wellington (en),, sans qu'il y ait connexion entre les deux failles.
La partie orientale de la faille se divise en deux brins distincts à partir du lieu-dit The Bends.
Parmi toutes les failles du système prolongeant la faille alpine, la faille de Wairau est la plus continue ; en revanche, elle n'est pas la plus active, cette place étant tenue par la faille de Hope (en). Mais les études géologiques montrent que son potentiel de déplacement est très important. C'est donc elle présente le risque le plus élevé de rupture en surface,.

## Géologie
Le terrain dans lequel la faille de Wairau s'insère est caractérisé par un substratum rocheux comprenant des terranes d'âge permien à triassique au nord de la faille et par de la grauwacke triassiques et crétacées au sud. Néanmoins, ces roches n'affleurent pas car la faille est située dans l'alignement de la vallée du Wairau, qui a déposé lors des deux derniers millions d'années des alluvions quaternaires, plus particulièrement pléistocènes et holocènes.

## Déplacement de la faille
Les données sont peu nombreuses sur les contraintes qui s'exercent sur cette faille, ainsi que le taux de glissement incrémentiel ; en effet, la faille n'offre pas assez de matériau datable comme le carbone 14. Les principaux sites d'étude sont, d'une part, le confluent du Wairau avec son affluent la Branch River (en), d'autre part, le lieudit Dunbeath, à six kilomètres en aval.
L'étude du premier site montre un déplacement de la faille, suivant les terrasses alluviales, allant de 58 ± 2 mètres à 26,5 ± 1,5 mètres sur les derniers douze mille ans. Sur le second site de Dunbeath, un déplacement d'environ vingt-cinq mètres a été mesuré sur les 5 800 dernières années.
| Date de début AP | Date de fin AP | Vitesse moyenne estimée (mm/an) | Vitesse maximale estimée | Vitesse minimale estimée |
| ---------------- | -------------- | ------------------------------- | ------------------------ | ------------------------ |
| 11 900           | 11 100         | 3.4                             | 7.4                      | 1.6                      |
| 11 100           | 10 100         | 2.6                             | 5.4                      | 0.9                      |
| 10 100           | 9 600          | 13.5                            | 30.6                     | 8.1                      |
| 9 600            | 9 000          | 0                               | ?                        | ?                        |
| 9 000            | 8 600          | 15.2                            | 37.3                     | 9.0                      |
| 8 600            | 4 000          | < 0.22                          | ?                        | ?                        |
| 4 100            | 2 700          | 4.7                             | 9.9                      | 3.1                      |
| 2 700            | 2 000          | 9.7                             | 12.5                     | 8.5                      |
| 2 000            | Année 2021     | 0                               | 0                        | 0                        |

Ces nombres montrent les dates des principaux séismes ayant affecté la faille de Wairau : un premier entre 10 100 et 9 600 ans AP, soit entre 8 100 et 7 600 ans avant notre ère, un second entre 9 000 et 8 600 ans AP, soit entre 7 000 et 6 600 ans avant notre ère, enfin entre 2 700 et 2 000 ans AP, soit entre 700 avant Jésus-Christ et le début de notre ère. Les taux de glissement sont relativement constants sur les périodes « actives » de la faille. Toutefois, l'alternance de périodes plus ou moins longues de faible activité de la faille ne permet pas de prévoir l'activité future.
Le taux d'activité de la faille de Wairau est dit « modérément élevé ». Cette classification correspond à un intervalle relativement court de récurrence de séismes majeurs, de l'ordre de 1 500 à 2 500 ans. Par ailleurs, ce niveau d'activité de faille est susceptible de générer des séismes de magnitude supérieure à 7, dont la capacité de déplacement de terrain peut excéder le mètre lors d'un évènement unique,,.
L'Autorité unitaire de Marlborough publie en 2003 un rapport dans lequel elle envisage que le prochain gros évènement sismique de la faille de Wairau occasionne un déplacement de 3,4 à 6,6 mètres.

## Séismes connus
La partie centrale de la faille de Wairau n'a pas connu de séisme majeur depuis environ le début de notre ère.